# Ökröske
Ökröske (1899-ig Volicza, szlovákul: Volica) község Szlovákiában, az Eperjesi kerület Mezőlaborci járásában.

## Fekvése
Mezőlaborctól 13 km-re délre, a Laborc bal partján fekszik.

## Története
1405-ben „Wolycha” néven említik először, a nagymihályi uradalomhoz tartozott. 1448-ban a feljegyzések szerint lakatlan volt. 1463-ban „Wolycza” alakban tűnik fel ismét. Birtokosai nagymihályi nemesek, a Csontos, Harkányi, Korosraz, Lásznay, Ödörsffy, Szeresvay és Izbugyay családok voltak. 1715-ben 8 adózó háztartással rendelkezett. 1720-ban malom is állt a településen, ahol lenből, kenderből, repcéből préselt olajat állítottak elő. Az 1787. évi első népszámlálás során 40 házat és 331 lakost számláltak itt össze. 1796-ban épült fel görögkatolikus temploma.
A 18. század végén Vályi András így ír róla: „VOLICZA. Volycza. Orosz falu Zemplén Várm. földes Urai Boronkay, Szirmay, és több Uraságok, lakosai orosz vallásúak, fekszik Horbok Radvány, és Izbugya Bélához is közel; határja 2 nyomásbéli, földgye hegyes, agyagos, leginkább zabot terem, középszerűen pedig gabonát, tatárkát, kölest, árpát, és tavaszi búzát, erdeje kevés, piatza Homonnán van.”
Fényes Elek 1851-ben kiadott geográfiai szótárában így ír a faluról: „Volicza, Zemplén vm. orosz f., Papina fil. 8 romai, 303 g. kath., 12 zsidó lak., 518 h. szántófölddel. F. u. többen. Ut. p. Nagy-Mihály.”
Nagy jelentőségű volt a település életében a Homonna–Mezőlaborc vasútvonal 1873-as átadása, mely összekötötte a közeli városokkal. Önkéntes tűzoltóegylete 1890-ben alakult és mai napig működik.
Borovszky Samu monográfiasorozatának Zemplén vármegyét tárgyaló része szerint: „Ökröske, azelőtt Volicza. Laborczmenti ruthén kisközség, 57 házzal és 319 gör. kath. vallású lakossal. Postája Horbokradvány, távírója és vasúti állomása Izbugyaradvány. Első nyomát 1421-ben Velicsa alakban találjuk, a mikor a Nagymihályi Eödön család az ura. Ugyanekkor iktatják némely részbirtokokba Zeretvai Jánost is, s egy évvel később Euden Pált és Istvánt, a mikor Volitha és Volitka alakban kerül szemünk elé. 1448-ban pusztaként szerepel és a Lesznaiaknak, 1463-ban a Zbugyaiaknak, 1490-ben a Csontos, Harkányi és Korcsvai családoknak is van benne részük. 1550-ben Drugeth Imrét, Gábor, Gáspárt és Ferenczet iktatják Volycza részeibe, 1577-ben pedig Pozsgay Mártont, 1587-ben Malikóczy Miklóst és Gábort. 1598-ban Taros István, Virginás Boldizsár, Nyárády Albert, Kalocsay György, Rácz Damján és Fűzy Imre a birtokosai. Később azután a Szirmay, Boronkay, Bernáth s a Szent-Léleky családoké lett, de most nincs nagyobb birtokosa. Gör. kath. temploma 1790 táján épült.”
1914-ben nyitotta meg kapuit az első görögkatolikus iskola. A 20. század elején számos lakosa vándorolt ki a tengerentúlra. 1920 előtt Zemplén vármegye Mezőlaborci járásához tartozott.
A villanyt 1957-ben vezették be a községbe, 1968-ban megépült a vízvezeték is.

## Népessége
| Év:            | 1994. | 2004.    | 2014.   | 2024.    |
| -------------- | ----- | -------- | ------- | -------- |
| Emberek száma: | 366   | 326      | 298     | 254      |
| Eltérés:       |       | -10,92 % | -8,58 % | -14,76 % |

| Év:            | 2023. | 2024.   |
| -------------- | ----- | ------- |
| Emberek száma: | 259   | 254     |
| Eltérés:       |       | -1,93 % |

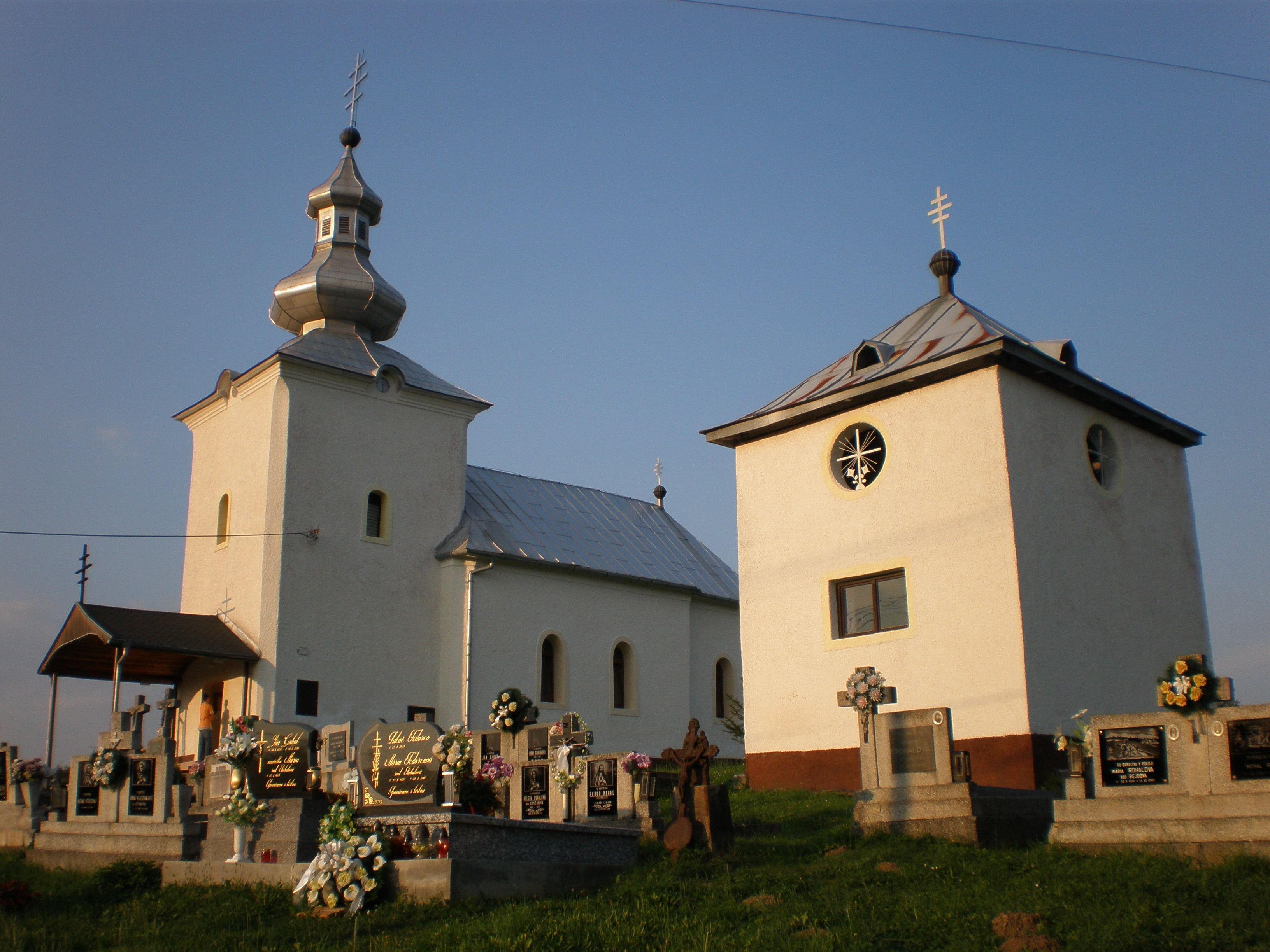
A templom

1910-ben 305, túlnyomórészt ruszin lakosa volt.
1961-ben 549 volt a lakosok száma.
2001-ben 347 lakosából 240 szlovák és 98 ruszin volt.
2011-ben 320 lakosából 154 szlovák és 150 ruszin.

## Nevezetességei
- A Legszentebb Istenanya tiszteletére szentelt, görögkatolikus temploma 1796-ban épült klasszicista stílusban. 1922-ben, 1954-ben és 1996-ban megújították. Ikonosztáza és berendezése a 20. század első felében készült.
- A Csebény felé eső faluvégen kápolna található.